# Гущин Федір Ілліч
Фе́дір Іллі́ч Гу́щин (1863, Таганрог — 13 (26) квітня 1912, Київ) — вокальний педагог, музикознавець, автор видань з питань вокального мистецтва, викладач Імператорського театрального училища та Музично-драматичної школи Миколи Лисенка.

## Життєпис
Впродовж 1881—1892 років навчався співу в Москві й Києві. Серед його вчителів були Федір Комісаржевський та Камілло Еверарді.
З 1894 року жив у Петербурзі, з 1908 — в Києві.
Вів педагогічну діяльність — викладав вокал і декламацію.
Серед його учнів — відомі оперні співаки Ф. Г. Орешкевич (тенор), М. М. Гущина (сопрано), С. П. Кіневський та ін.
1901—1905 — викладач практики драматичного мистецтва на Драматичних курсах Імператорського театрального училища в Петербурзі.
1908—1910 — викладач вокалу та декламації в Музично-драматичній школі М. Лисенка в Києві.
Автор низки видань з питань вокального мистецтва. В книзі «Этюды по вопросам вокального искусства», опублікованій вже після його смерті, Федір Гущин проголошував необхідність науково обґрунтувати поєднання природних засобів голосу і рухів тіла.
Помер у Києві 1913 року у віці 49 років. Похований на Байковому кладовищі.

## Твори
- Гущин Ф. И. Этюды по вопросам вокального искусства. — Посмертное издание. Киев: лито-тип. «С. В. Кульженко», 1913. — 218 с.